# Tour de Sassenage
La tour de Sassenage, autrefois dénommée tour du Verdaret, est une tour de guet médiévale d'une hauteur de 22 mètres, située rue du Pont-Saint-Jaime dans un des quartiers le plus ancien de Grenoble, à proximité de la cathédrale Notre-Dame de Grenoble .

## Situation et accès

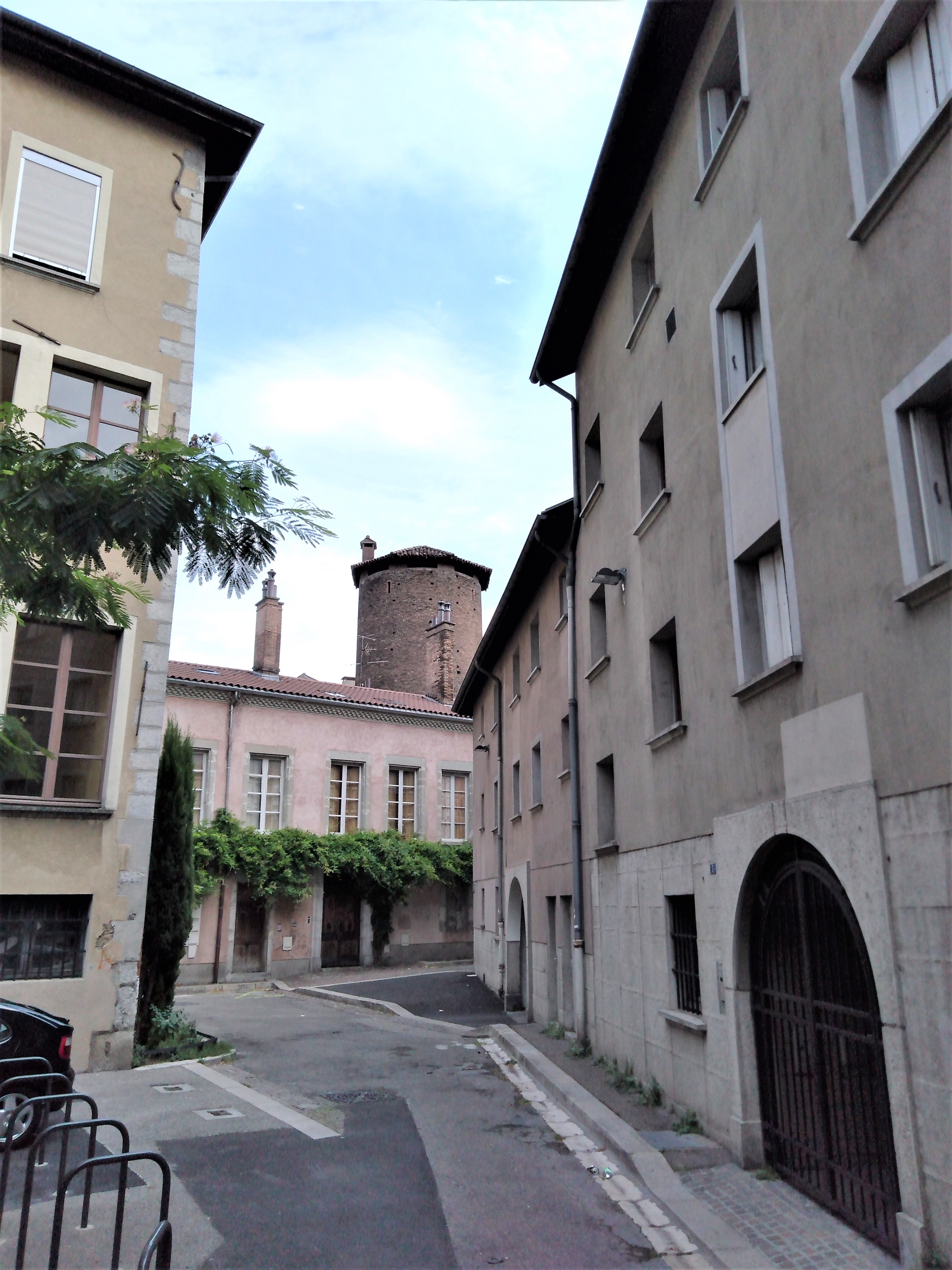
Rue de Lorraine

La tour de Sassenage est située au cœur du quartier Notre-Dame, rue du pont Saint-Jaime —face au carrefour de la rue de Lorraine—, une petite rue piétonne reliant la place Lavalette à la rue Chenoise. Le musée de Grenoble, la cathédrale Notre-Dame et la maison natale de Jacques Vaucanson sont situés à proximité immédiate de l'édifice.
La station de tramway la plus proche est l'arrêt Notre-Dame Musée, située sur la ligne B, au niveau de la place Lavalette. La ligne proximo n°16 et la ligne flexo n°62 passent à proximité de l'édifice et desservent le même arrêt au niveau de cette même place.
La rue du pont Saint-Jaime, très étroite, n'est accessible qu'aux piétons. L'édifice étant attaché à une propriété privée, il ne se visite pas, mais une plaque, posée sur un mur situé face à l'angle de la rue de Lorraine, indique sa présence.

## Histoire

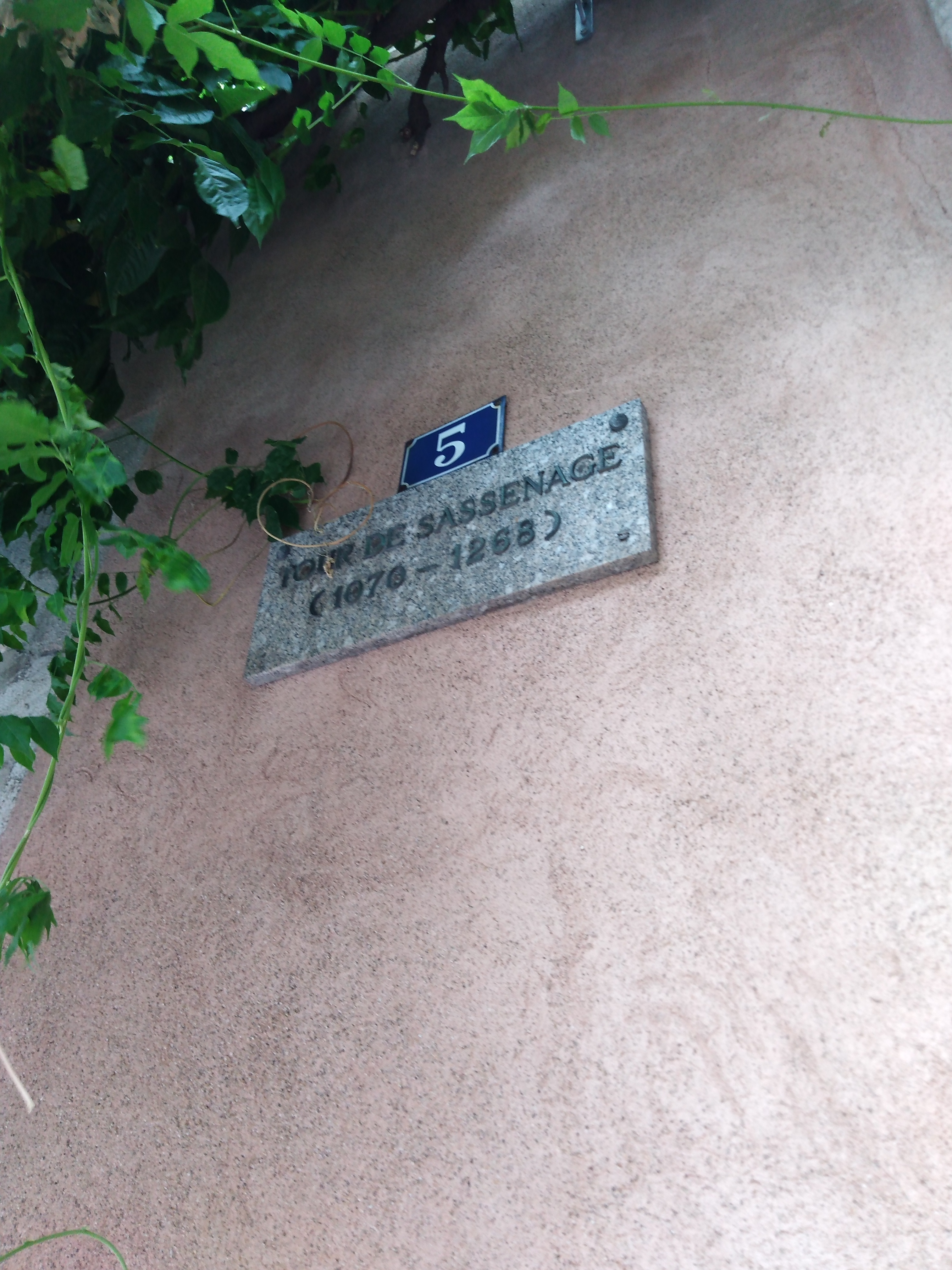
Plaque indiquant la présence de la Tour de Sassenage

La tour de Sassenage a été édifiée au XIIIe siècle (la plaque fixée sur un mur dans la rue indique l'année 1268). Sa base est en maçonnerie et le reste de l'édifice est en brique rose, matériau que l’on retrouve sur d’autres bâtiments de la même époque à Grenoble (telle que la cathédrale Notre-Dame, la maison de l'évêché et l'église Saint-André). D’une hauteur de 22 mètres, ses murs peuvent avoir jusqu'à un mètre d’épaisseur. 
Difficilement observable car englobée dans l'hôtel de Montal, elle est décrite lors de sa vente en 1301 comme étant située le long du ruisseau le Verdaret qui se jette dans l'Isère en direction de l'église des Frères mineurs : « quamdam Turrim cum quadam Domo et quodam Viridario, plateis, pertinentiis et appenditiis earumdem turris, domus et viridarii praed. et cum ingressibus et egressibus earumdem, quae sita sunt apud Gratianop; juxta aquam Verdarelli ex una parte et juxta Careriam publicam qua itur a Rua Calnesia versus Ecclesiam Fratrum Minorum Gratianopolis. »
Cette tour appartenait à la famille Chaulnais qui, aux XIIe siècle et XIIIe siècle, était l’une des plus riches de la région. 
Aymar Chaunais vend la tour en 1301 au seigneur de Sassenage, qui donne son nom à l’édifice. À la fin du  XVIIIe siècle, la tour change à nouveau de propriétaire et se retrouve intégré dans l’hôtel de Montal ,.